# Saccharomycopsis fermentans
Saccharomycopsis fermentans är en svampart som först beskrevs av C.F. Lee, F.L. Lee, W.H. Hsu & Phaff, och fick sitt nu gällande namn av Kurtzman & Robnett 1995. Saccharomycopsis fermentans ingår i släktet Saccharomycopsis och familjen Saccharomycopsidaceae.   Inga underarter finns listade i Catalogue of Life.